# Michael Kenworthy
Michael kenworthy es un actor estadounidense nacido en 1974.

## Comienzos
Realizó su primera película, Night Mother a los doce años. Aunque ha participado en seis películas desde los doce a los catorce años, es recordado en la cultura americana por la aclamada Return of the Living Dead Part II del director Dan O´Bannon, la cual era la secuela más humorística de la famosa saga de zombis "come-cerebros". Por la actuación en esa película obtuvo una nominación a los premios Young artist award.

## Últimos trabajos
Teniendo una carrera prometedora en el mundo del cine se apartó de las cámaras después de rodar su última película: "The blob". Esta cinta obtuvo seis nominaciones a los premios de cine fantástico e interpretación. Actualmente se desconoce el paradero de Michael, se sabe que finalizó sus estudios y se centró en su carrera profesional.